# The Caterpillar
«The Caterpillar» es el undécimo sencillo editado por la banda británica The Cure. Fue lanzado en marzo de 1984 como único sencillo de su quinto álbum de estudio The Top. Cuando se tocaba este tema en directo, Robert Smith lo introduciría de manera jocosa como una canción japonesa tradicional.
La canción llegó al puesto 14 en la UK Singles Chart del Reino Unido, y al 51 en la lista australiana Kent Music Report. En Países Bajos alcanzó el puesto número 35 y en Irlanda el 20.

## Vídeo musical

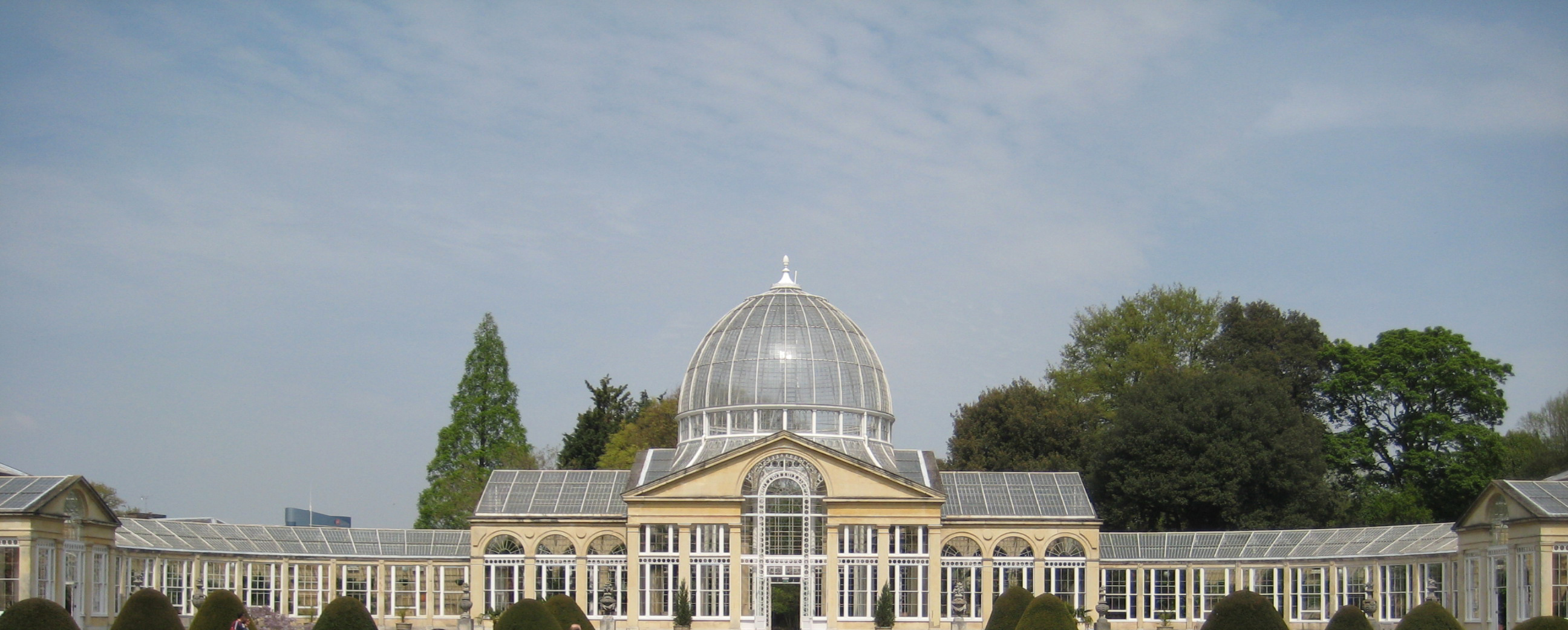
El video musical fue filmado en el Gran Conservatorio, Syon Park

El vídeo musical que acompaña a la canción fue dirigido por Tim Pope. Fue rodado en el Gran Conservatorio de Syon Park, en la ciudad de Londres. Phil Thornalley y Porl Thompson aparecen en el vídeo musical, pero no contribuyen con la canción.

## Lista de canciones
Sencillo de 7"
1. "The Caterpillar" - 3:40
2. "Happy The Man" - 2:45

Sencillo de 12"
1. "The Caterpillar" - 3:40
2. "Happy The Man" - 2:45
3. "Throw Your Foot" - 3:32

## Posicionamiento en listas
| Lista (1984)                       | Máxima posición |
| ---------------------------------- | --------------- |
| Australia (Kent Music Report)      | 51              |
| Irlanda (IRMA)                     | 20              |
| Países Bajos (Mega Single Top 100) | 35              |
| Reino Unido (UK Singles Chart)     | 14              |

## Músicos
- Robert Smith - guitarra, voz, otros instrumentos
- Laurence Tolhurst - piano
- Andy Anderson - batería, percusión